# 蓬佐内
蓬佐内（義大利語：Ponzone），是意大利亚历山德里亚省的一个市镇。总面积69.31平方公里，人口1131人，人口密度16.3人/平方公里（2009年）。ISTAT代码为006136。